# Pixoy
Pixoy es una localidad del municipio de Valladolid en Yucatán, México.

## Toponimia
El topónimo (pronúnciese «pishói»), es el nombre maya para la planta Guazuma ulmifolia.

## Datos históricos
- En 1910 cambia su nombre de Pisay a Pixoy.

## Demografía
Según el censo de 2005 realizado por el INEGI, la población de la localidad era de 982 habitantes, de los cuales 467 eran hombres y 515 mujeres.
| 258                         | 218 | 262 | 324 | 324 | 328 | 389 | 519 | 517 | 695 | 819 | 851 | 982 |
| (Fuente: INEGI [Consultar]) |     |     |     |     |     |     |     |     |     |     |     |     |